# Buco-Zau
Buco-Zau (en kikongo: Mbuku-Nzau) es una localidad y municipio de la provincia de Cabinda, en Angola. En julio de 2018, el municipio tenía una población estimada de 36 698 habitantes.
En fiote, un dialecto local, "Buco" significa "centro, sitio, lugar" y "Zau" significa "elefante". Aunque la larga guerra por la que Angola pasó haya disminuido el número de estos animales, todavía es posible avistarlos esporádicamente.
La ciudad alberga el Instituto Superior de Ciência da Educação, un centro universitario de la Universidad 11 de Novembro.

## Comunas
El municipio comprende tres comunas (población en 2014):
- Buco-Zau (ciudad capital del municipio), 20 686 habitantes
- Inhuca, 1780 habitantes
- Necuto, 10 326 habitantes